# Saint-Jean-de-Cuculles
Saint-Jean-de-Cuculles är en kommun i departementet Hérault i regionen Occitanien i södra Frankrike. Kommunen ligger i kantonen Les Matelles som tillhör arrondissementet Montpellier. År 2022 hade Saint-Jean-de-Cuculles 532 invånare.

## Befolkningsutveckling
Antalet invånare i kommunen Saint-Jean-de-Cuculles
Referens:INSEE